# فرودگاه آبی سینت آنه دو لاک
فرودگاه آبی سینت آنه دو لاک (به انگلیسی: Sainte-Anne-du-Lac Water Aerodrome) یک فرودگاه خصوصی است که یک باند فرود آب دارد. این فرودگاه در شهر سنت آنه دو لاس، کبک کشور کانادا قرار دارد و در ارتفاع ۲۴۹ متری از سطح دریا واقع شده است.